# St-Pierre (Orthez)

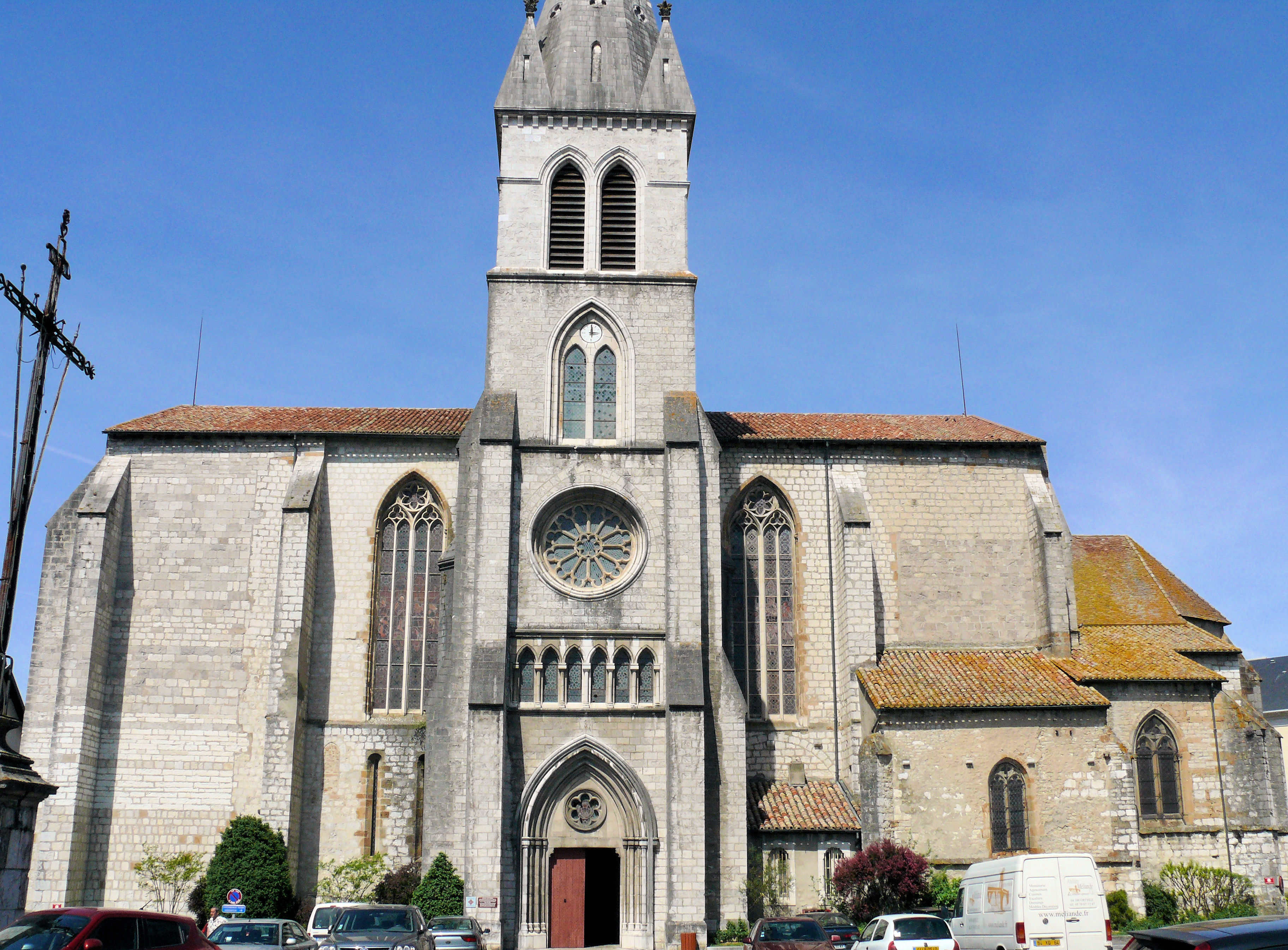
Orthez - Église Saint-Pierre

Die Kirche Saint-Pierre (französisch Saint-Pierre d’Orthez) ist eine katholische Kirche in der Gemeinde Orthez im französischen Département Pyrénées-Atlantiques. Sie wurde per Erlass vom 23. März 2012 als Monument historique klassifiziert, nachdem sie am 31. Mai 1939 in die Denkmalliste eingetragen worden war. Sie gehört zur Pfarrei Saint-Pierre de Montcade - Orthez der Diözese Bayonne.

## Geschichte
Die Kirche wurde auf Wunsch des Grafen von Béarn erbaut. Sie ist ein Zeugnis der früheren Bedeutung von Orthez und stammt aus dem 14. und 15. Jahrhundert.
Orthez war im 12. Jahrhundert nach Morlaàs und vor Pau die Hauptstadt des Béarn. Es war eine wichtige Stadt an der Kreuzung des Weges von Toulouse nach Dax und auf der gräflichen-Straße, die zu den Pyrenäen führte, an einem Übergang des Gave de Pau.

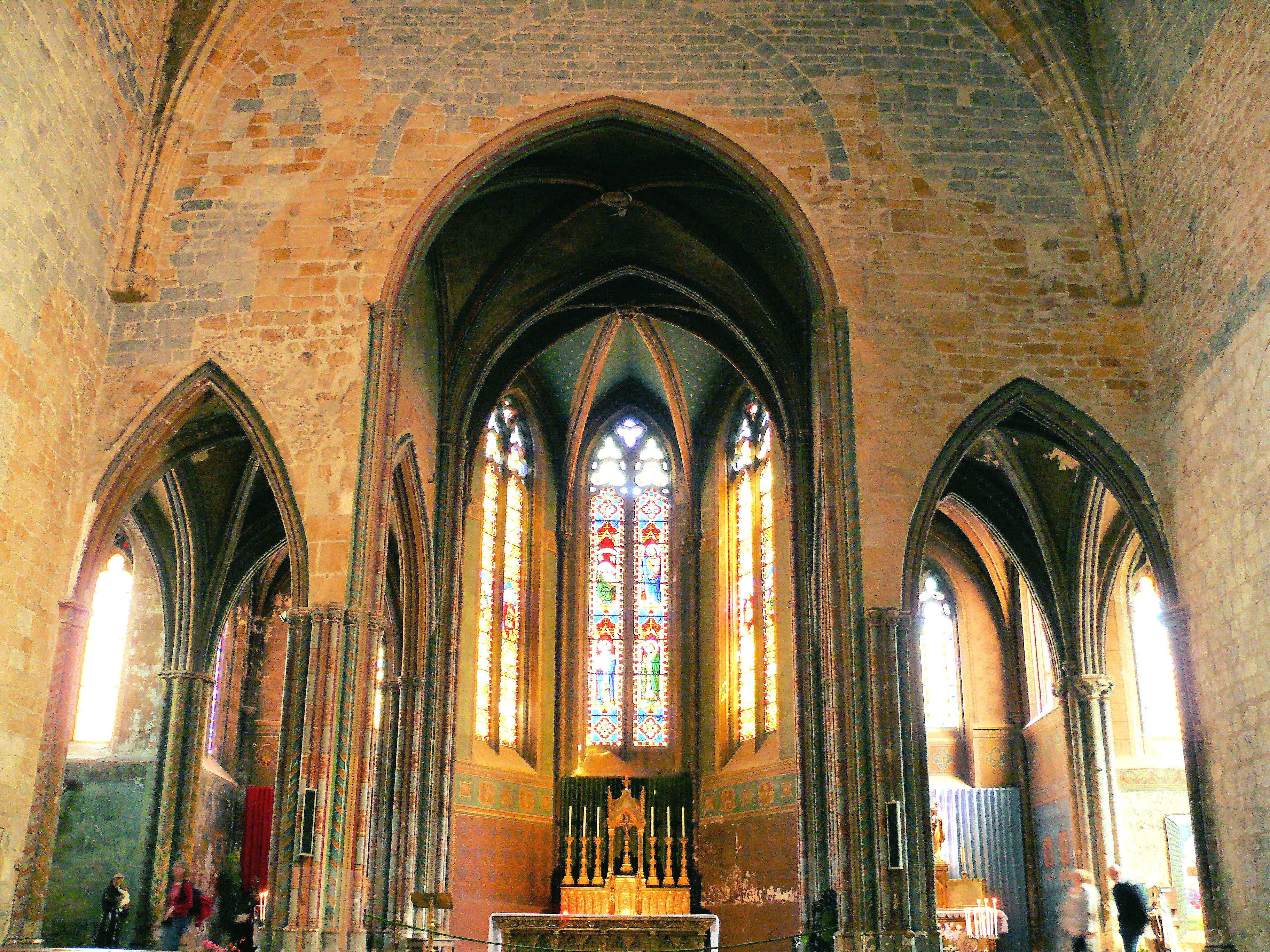
Chorhaupt

Es gibt keine Dokumente, die die Bedingungen für die Errichtung des Chors und des Kirchenschiffs belegen. Die Baugeschichte muss aus den Stilen der verschiedenen Teile in Verbindung mit Elementen der lokalen Geschichte abgeleitet werden.
Die Etablierung von Orthez als Sitz der Grafen de Béarn muss dazu geführt haben, dass im 13. Jahrhundert mit den Arbeiten an der Kirche Saint-Pierre begonnen wurde. Sie begannen mit dem Bau des basilikalen Chors von bescheidenem Ausmaß. Einige Historiker sind der Ansicht, dass die Arbeiten nach dem Tod von Gaston VII. de Béarn im Jahr 1290 eingestellt und erst nach dem Tod von Gaston Febus im Jahr 1391 wiederaufgenommen wurden, als die Stadt einen Teil des im Turm von Moncade befindlichen Schatzes erhalten haben soll.
Jacques Gardelles’ Stilanalyse der architektonischen Elemente, insbesondere der Chorpfeiler, welche die scharf gekehlten Gewölbe tragen, bringt sie in Verbindung mit den Pfeilern, die 1320 in Bayonne und etwas später an der Vierung der Kathedrale von Bordeaux errichtet wurden. Der Stil dieser Dienste würde die Fertigstellung des Chors auf den Beginn des 14. Jahrhunderts zurückführen.
Einige Historiker meinen, dass die Arbeiten erst ein Jahrhundert später abgeschlossen wurden und es in der Zwischenzeit zu einem Planwechsel mit dem einschiffigen Chor kam. Es gibt jedoch Spuren von Veränderungen, die auf eine komplexere Baugeschichte des Kirchenschiffs hindeuten. Einige Teile des Kirchenschiffs sind alt, wahrscheinlich aus der Zeit vor dem 14. Jahrhundert. Es scheint, dass die Stützsäulen in älteres Mauerwerk gesetzt wurden, und ihre Basen sind nicht nach 1400 entstanden; sie könnten aus der Zeit stammen, in der die Säulchen am Chorhaupt gebaut wurden. Ein Vergleich der Nord- und Südmauer zeigt deutliche Unterschiede. Die heute zugesetzten Öffnungen in der Nordwand erinnern an die Öffnungen in der kleinen Kapelle, die sich zwischen dem nördlichen Arm des Querschiffs und dem ersten Joch des Kirchenschiffs befindet. Diese Nordwand des ersten Jochs ist schräg. Dies könnte darauf hindeuten, dass die östlichen Teile der Kirche mit bereits bestehenden Mauern des Kirchenschiffs verbunden werden mussten. Die oberen Teile der Nordmauer müssen erneuert worden sein, als die heutigen Gewölbe eingezogen wurden. Das Kirchenschiff war ursprünglich mit vier vierteiligen Kreuzrippengewölben geschlossen, die durch einen langen Mittelpfeiler verbunden waren. Dieses Gewölbe scheint jüngeren Datums zu sein. Die Analyse der auf den Gewölbeschlusssteinen geschnitzten Figuren veranlasste Jacques Gardelles zu dem Hinweis, dass die aufgegriffenen Themen nicht vor dem Beginn des fünfzehnten Jahrhunderts verwendet wurden. Der Schlussstein, der die alte Brücke mit drei Jochen darstellt, scheint darauf hinzudeuten, dass das Gewölbe vor dem 16. Jahrhundert errichtet wurde, als der Brücke ein vierter Bogen hinzugefügt wurde.
Zu den Besonderheiten der Kirche gehören das Fehlen von Seitenschiffen und das höchste Gewölbe im Béarn mit 18 m am Schlussstein.
Am 15. August 1569 stürmten protestantische Truppen unter dem Kommando des Grafen von Montgommery die Stadt, töteten die Einwohner und beschlagnahmten die Kirche.
1865 wurde die Kirche restauriert und anschließend um ein Joch nach Westen erweitert. Über dem Eingangsportal wurde vom Stadtarchitekten Henri d’Arnaudat ein Glockenturm errichtet. Die Arbeiten wurden 1880 abgeschlossen.
Glasmalereien wurden in Auftrag gegeben und zwischen 1909 und 1912 von Gustave-Pierre Dagrant, einem Glasmaler aus Bordeaux, angefertigt. Im Jahr 1976 wurde die im 19. Jahrhundert angefertigte Ausmalung entfernt, um das Mauerwerk im Kirchenschiff sichtbar zu machen.

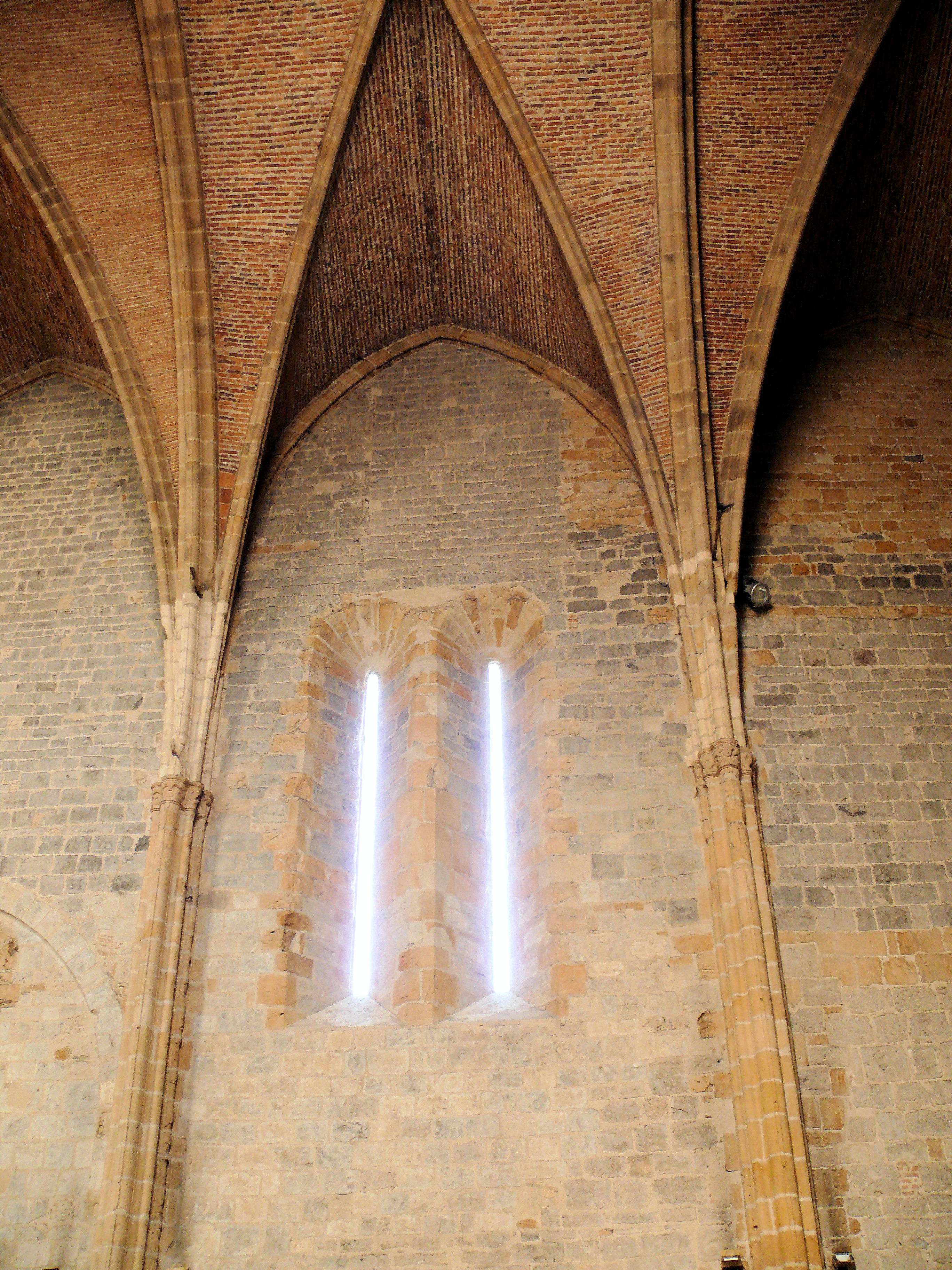
Nordwand und Gewölbe des zweiten Jochs des Kirchenschiffs.
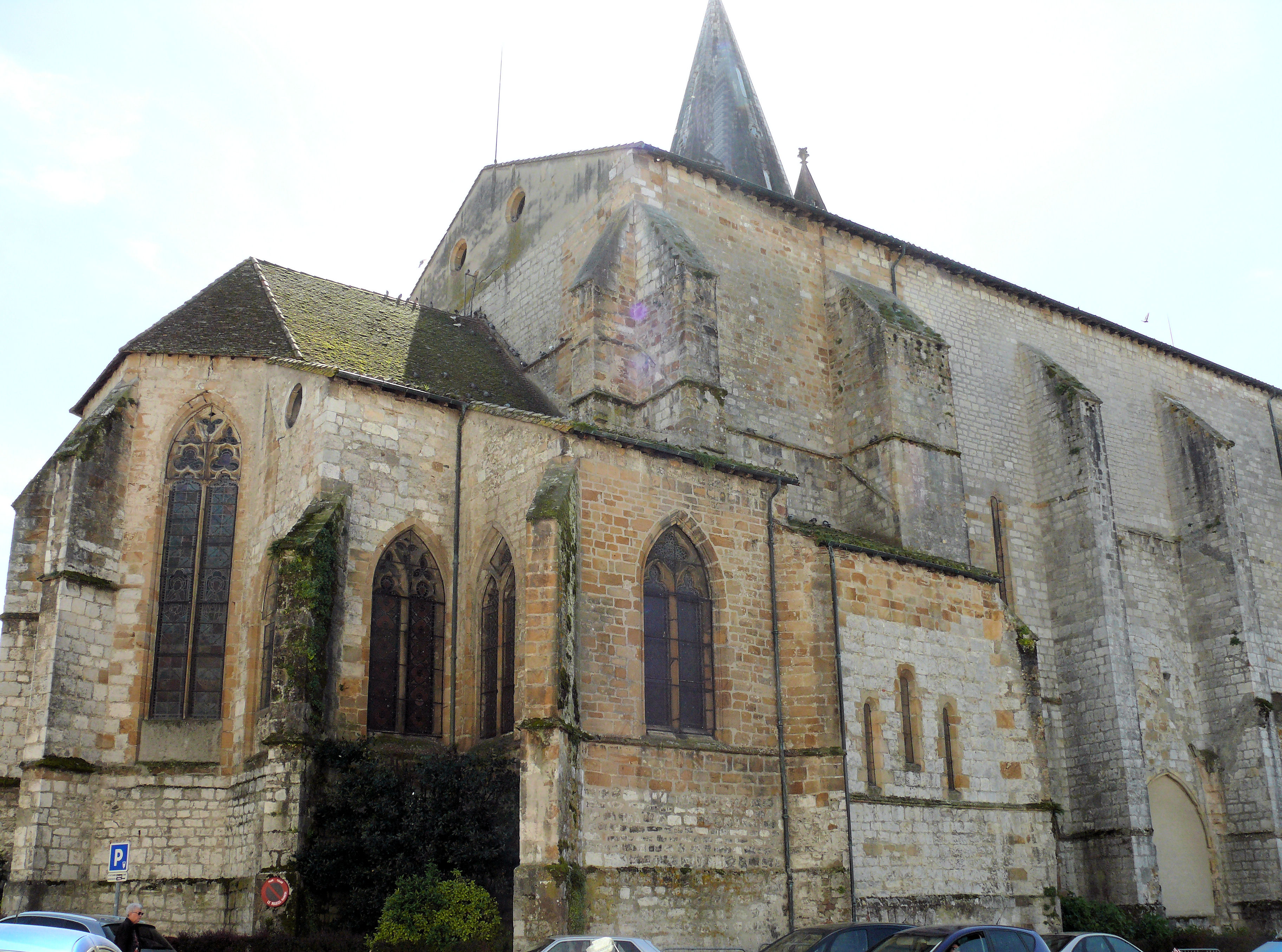
Das Chorhaupt, die Nordkapelle und die Nordflanke des Kirchenschiffs.
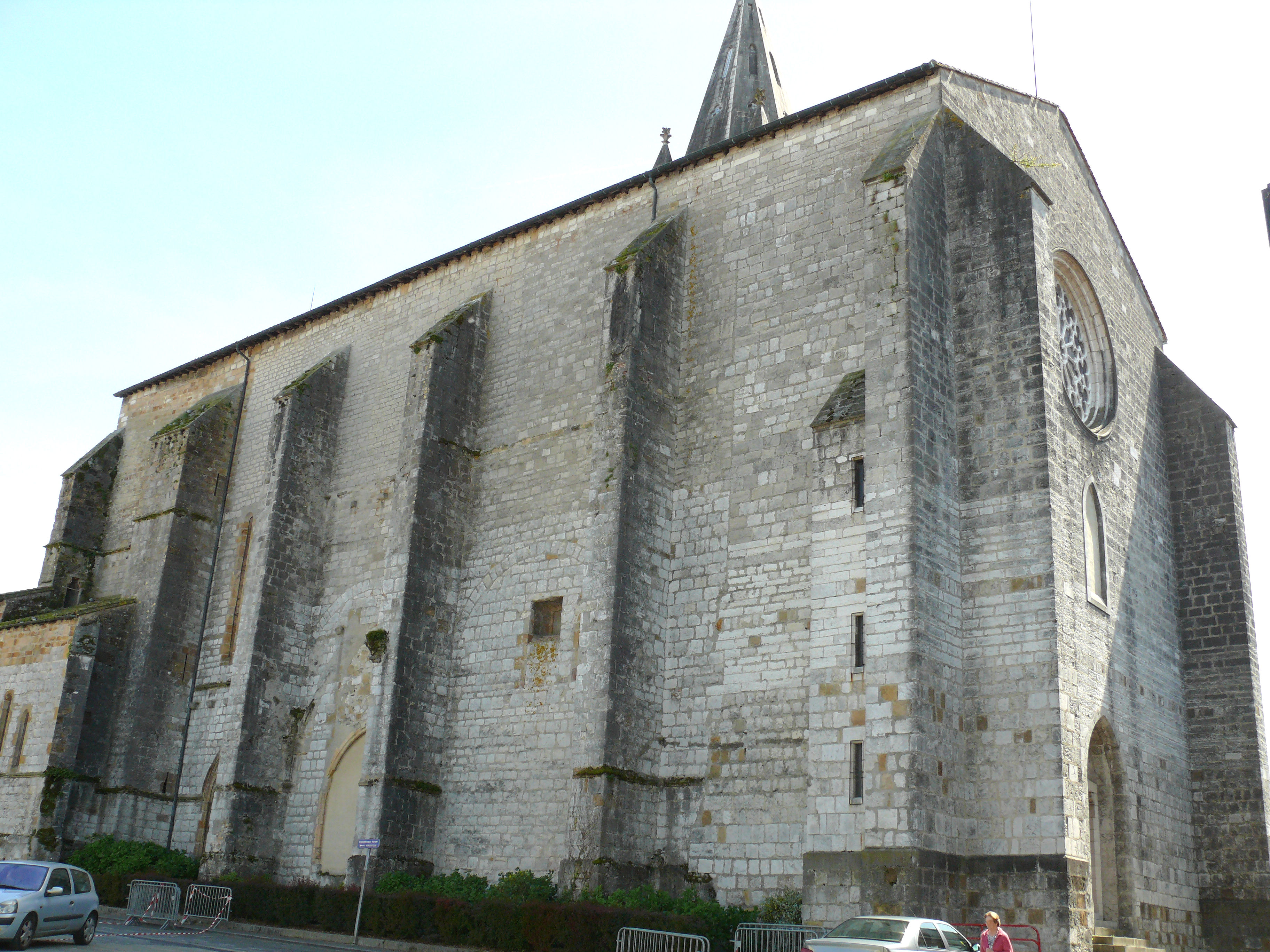
Nordseite des Kirchenschiffs.
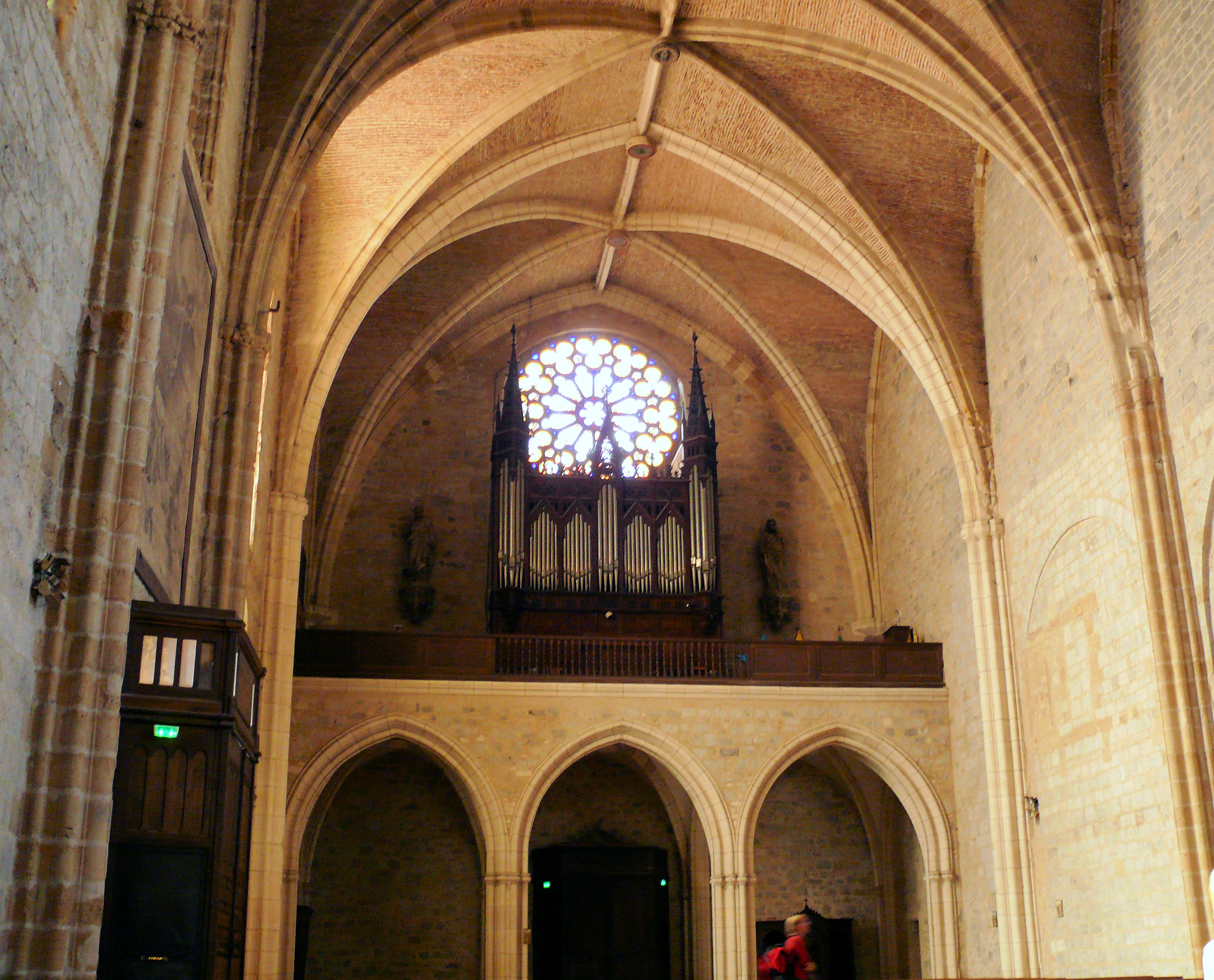
Das letzte Joch und die Empore wurden nach 1865 hinzugefügt.
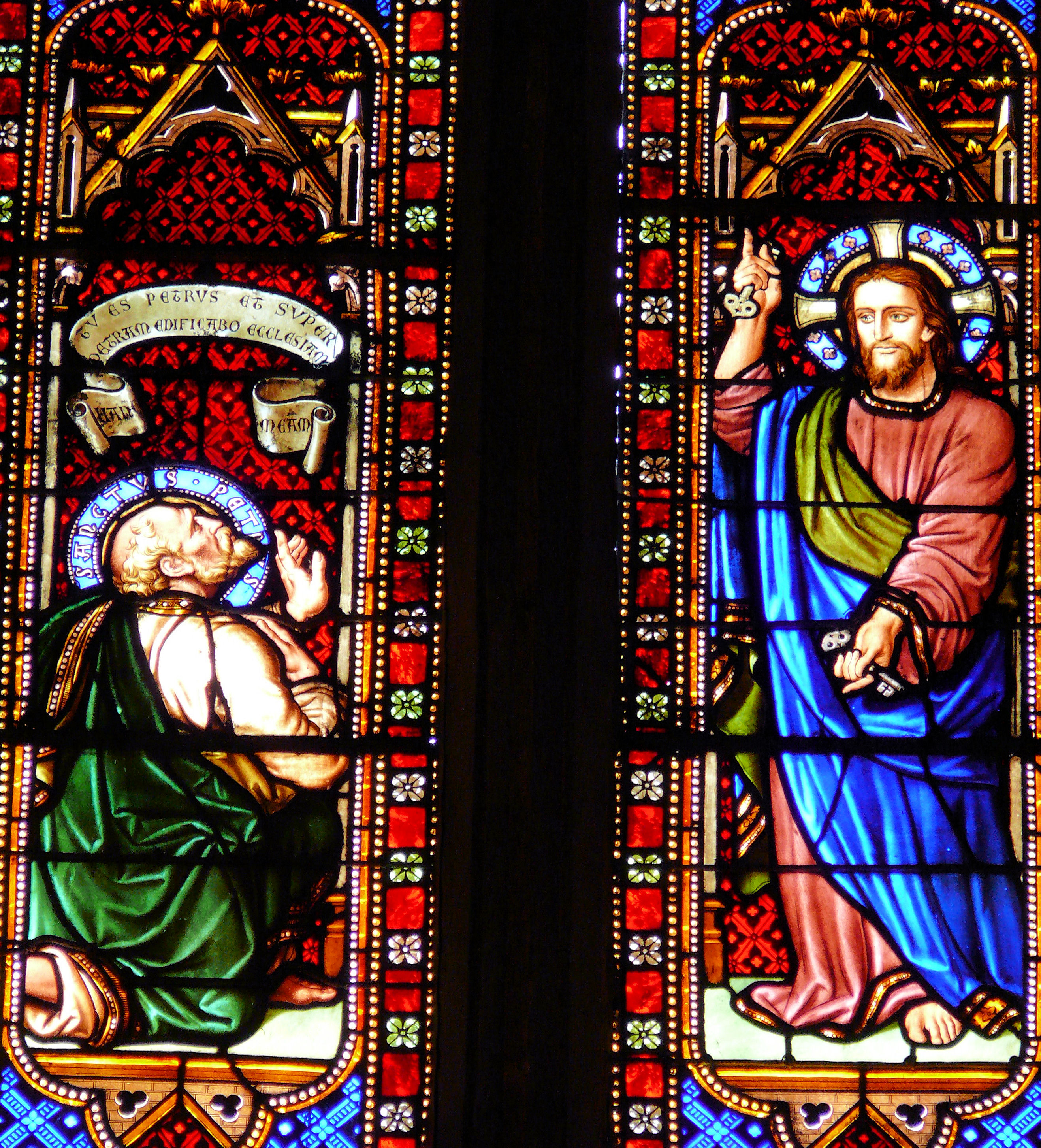
Glasmalereien, die zwischen 1909 und 1912 eingesetzt wurden.

## Ausstattung
Die Kirche beherbergt eine Skizze von Léon Bonnat für seine Tafel im Pantheon - Das Martyrium des heiligen Denis - eine Skizze, die 1924 von der Akademie der Schönen Künste geschenkt wurde. Zwei Holzstatuen – eine stellt die heilige Anna, die Mutter Marias, und die andere den heiligen Jakobus dar – schmücken die Kirche ebenfalls.

## Orgel
Die Existenz einer ersten Orgel ist aus dem Jahr 1388 bekannt. Danach ist für einen längeren Zeitraum nichts Weiteres bekannt.
Im Jahr 1870 baute Aristide Cavaillé-Coll eine Orgel mit 12 Registern auf zwei Manualen und Pedal. Die Orgel wurde 1925 restauriert und 1958 von Maurice Puget um 5 Register erweitert. Die ursprüngliche Cavaillé-Coll-Orgel wurde 1982 von Robert Chauvin wiederhergestellt.